# Bhimora
Bhimora fou un petit estat tributari protegit del Kathiawar, a la presidència de Bombai.
Estava format per dotze pobles, amb dos tributaris separats. El tribut era de 37 lliures i els ingressos estimats en 813 lliures. Del tribut es pagaven 31 lliures al govern britànic i 6 al nawab de Junagarh.
La capital era Bhimora a 22° 00′ N, 71° 16′ E / 22.000°N,71.267°E.